# Die Toten Hosen
Die Toten Hosen (niem. dosłownie: martwe spodnie, idiom oznaczający impotenta lub flaki z olejem) – niemiecki zespół punkrockowy, występujący również w kilku albumach pod pseudonimem Die Roten Rosen. Początkowo muzykę zespołu, zgodnie z ideologią ruchu punkrockowego, cechowała prostota melodii, słów i aranżacji oraz brak wirtuozerii w wykonaniu. Liderem i wokalistą zespołu jest Campino (pseudonim pochodzi od nazwy cukierków śmietankowo-owocowych). Jeden z ich przebojów – Alles aus Liebe – zyskał w Polsce dużą popularność w wykonaniu zespołu Ich Troje (A wszystko to...). W 1988 r. dużą popularność w Polsce zdobyła piosenka zespołu Kobranocka I nikomu nie wolno się z tego śmiać, będąca coverem utworu Die Toten Hosen Armee der Verlierer.

## Skład zespołu

### Aktualny
- Campino, właściwie Andreas Frege (ur. 22 czerwca 1962 w Mettmann), wokal
- Andi właściwie Andreas Meurer (ur. 24 lipca 1962 w Essen), gitara basowa
- Breiti, właściwie Michael Breitkopf (ur. 6 lutego 1964 w Düsseldorfie), gitara
- Vom, właściwie Stephen George Ritchie (ur. 6 sierpnia 1964 w Billericay / Wielka Brytania), perkusja
- Kuddel, właściwie Andreas von Holst (ur. 11 czerwca 1964 w Münster), gitara

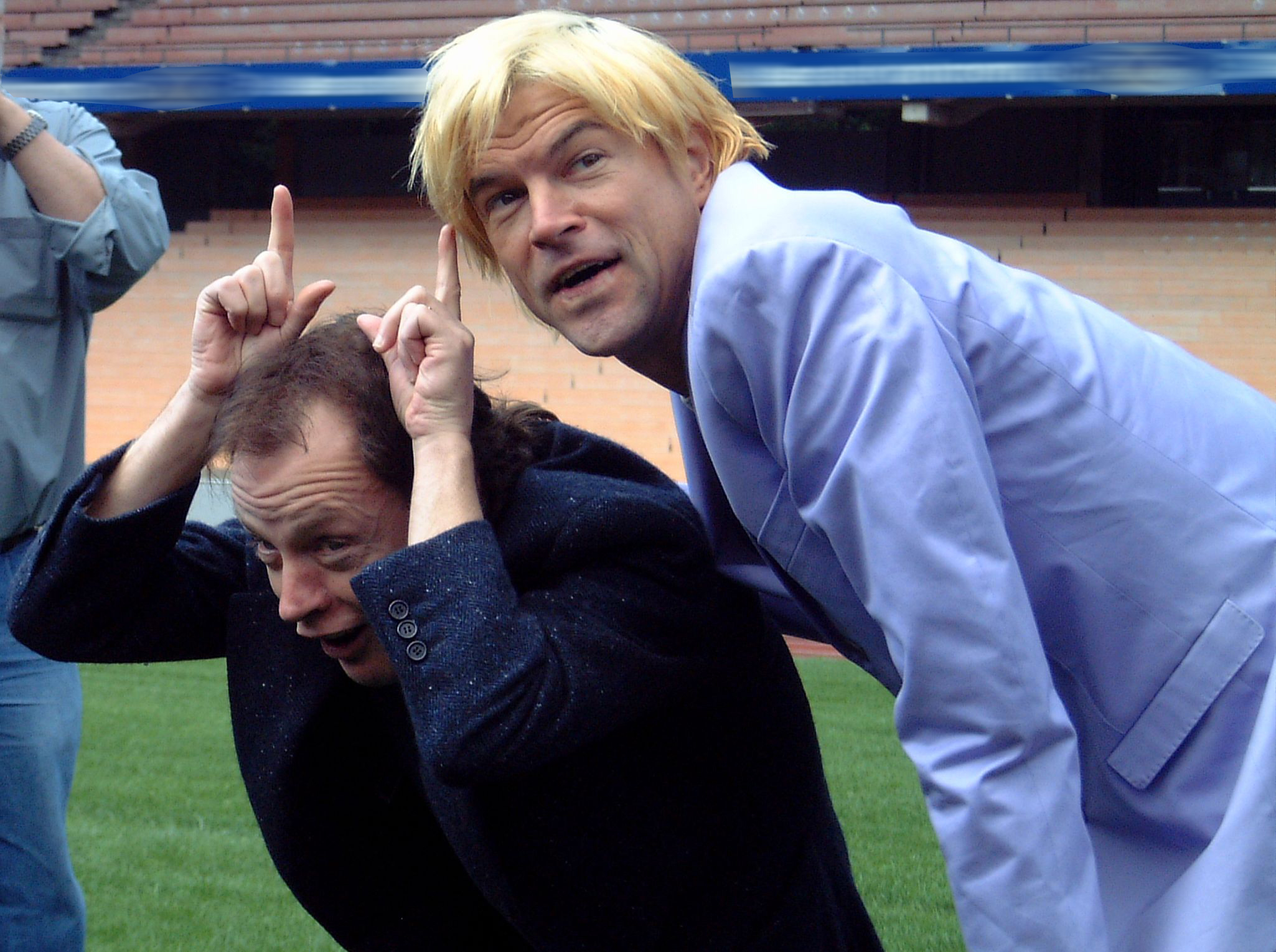
Angus Young wraz z Campino

### Pozostali członkowie
- Wölli zm. 2016 (Wolfgang Rohde, perkusja 1986–1999) – odszedł z powodu kłopotów zdrowotnych (problemy z kręgosłupem). Uchodził on jednak za szóstego członka zespołu i udzielał się przy pisaniu tekstów itp. Poza tym od paru lat organizował w Meerbusch festiwal „Rock am Turm”, gdzie prezentują się młode, obiecujące zespoły. Od czasu do czasu grał gościnnie na perkusji, ostatnio na Rock am Ring 2004. Zmarł 25 kwietnia 2016 roku.
- Jakob (Jakob Keusen, perkusja 1986) – zamordowany w 1989 roku[1].
- Trini (Klaus-Dieter Trimpop, perkusja 1982–1985) – odszedł w 1985 roku, ale powrócił jako menedżer zespołu.
- Walter (Walter November, gitara 1982) – odszedł z zespołu z powodu problemów z narkotykami[2].

## Historia zespołu

### 1982 do 1987: Lata początkowe
Zespół „Die Toten Hosen” powstał w 1982 roku w Düsseldorfie (Ratinger Hof). Zespół w pierwotnym składzie tworzyli: Campino, Andreas von Holst, Andreas Meurer, Michael Breitkopf, Trini Trimpop oraz Walter November. Zespół był kontynuacją formacji „ZK”, której wywodzili się Campino oraz Andreas von Holst. Swój debiut koncertowy grupa miała w Wielkanoc 1982 roku w bremeńskim pubie „Schlachthof”. W tym samym roku zespół wydał swój pierwszy utwór – „Wir sind bereit”, a krótko po tym ukazał się utwór „Reisefieber”. Wskutek problemów narkotykowych w 1983 roku niespodziewanie zespół opuścił Walter November. Trzecim singlem wydanym przez zespół był „Eisgekühlter Bommerlunder” (utwór również w polskiej wersji jako Zamrożona Wyborowa, wydany w 2010 roku, również przez Die Toten Hosen). Utwór przyniósł grupie znaczny rozgłos. W 1983 roku ukazał się pierwszy album Opel-Gang z ich logiem – trupią czaszką (Totenkopf).
Z końcem tego samego roku Die Toten Hosen, mający już kontrakt od lipca 1983 z wytwórnią płytową EMI, wraz z nowojorskim rapperem Fab Five Freddym nagrali hiphopową wersję singla Bommerlunder, wydaną pt. Hip Hop Bommi Bop jako bożonarodzeniowy singiel. W 1984 roku zostali zaproszeni przez stację telewizyjną BBC do programu John Peel Show. Z powodu wysokich kosztów podróży doszło do sporu z EMI i ostatecznie zespół zerwał kontrakt, przenosząc się do Virgin Records. Spór z wytwórnią odżył w 1984 roku, kiedy ukazał się ich drugi album Unter falscher Flagge. Powodem miała być okładka, na której widniała karykatura – szkielet psa siedzącego obok gramofonu, nawiązująca do znaku firmowego EMI. Wytwórnia wniosła sprawę do sądu, wskutek czego wygląd okładki uległ zmianie. Na okładce pojawił się sztandar z piracką flagą, na której pojawiło się po raz pierwszy logo szkieletu orła (Knochenadler). Logo to jest używane przez zespół do dzisiaj.

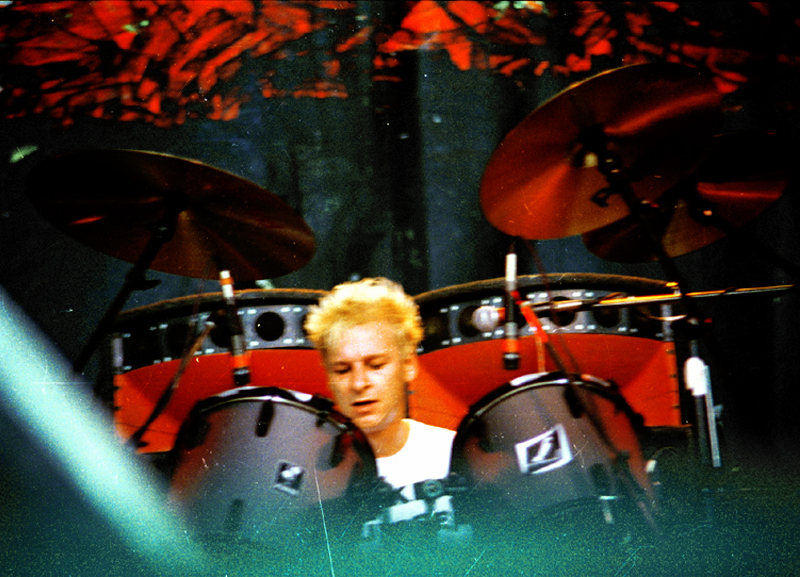
Wolfgang Rohde 1987

Na początku 1985 roku Die Toten Hosen odbyli trasę po Francji, a jesienią po Węgrzech i Polsce. Pod koniec roku Trini Trimpop zrezygnował z bycia perkusistą i do 1992 przejął funkcję menedżera zespołu. Nowym perkusistą był chwilowo Jakob Keusen, którego w styczniu 1986 zastąpił Wolfgang Rohde. Pierwszy koncert Rhode w roli perkusisty był zarazem pierwszym koncertem Die Toten Hosen przed dużą publicznością. Razem z Herbertem Grönemeyerem, Udo Lindenbergiem, Mariusem Müller-Westernhagenem, BAP, Rodgau Monotones i innymi wystąpili w lipcu 1986 roku na festiwalu Anti-WAAhnsinns pod Wackersdorfem, by zaprotestować przeciwko budowie tamtejszej rafinerii. W tym samym roku Die Toten Hosen wydali trzeci album studyjny Damenwahl. W czasie trasy koncertowej promującej ten album, sponsorowanej przez północnoniemieckie przedsiębiorstwo Fromms, z ich inicjatywy rozdawano w wielkich ilościach prezerwatywy. W 1987 roku zespół odniósł sukces wydając płytę winylową Never Mind the Hosen, Here’s Die Roten Rosen, występując jednocześnie pod pseudonimem Die Roten Rosen. Album zawierał rockowe wersje niemieckich przebojów określanych jako Deutsche-Schlager. Z końcem 1987 roku pojawił się ich pierwszy album koncertowy „Bis zum bitteren Ende”, który jednocześnie uplasował się w Top 30 niemieckich i austriackich list.

### 1988 do 1995: Zdobycie uznania i pierwsze sukcesy
Wydana w 1988 roku płyta Ein kleines bisschen Horrorschau, w której pojawił się przebój Hier kommt Alex, uchodzi za punkt przełomowy w karierze zespołu. Album składa się w większości z utworów napisanych do sztuki teatralnej Bernda Schadewalda: Clockwork Orange. Sztuka powstała w oparciu o powieść „Mechaniczna pomarańcza” autorstwa Anthony’ego Burgessa i filmu pod tym samym tytułem w reżyserii Stanleya Kubricka. Przez pół roku występowali na scenie podkładając muzykę do sztuki w teatrze Bad Godesberg w Bonn. Jeszcze tego samego roku Die Toten Hosen wystąpili na festiwalu Lituanika, festiwalu odbywającym się w stolicy Litwy, Wilnie oraz w Kownie i zostali wybrani przez jury najlepszym zespołem całego festiwalu.
Tournée wiosną 1989 roku zgromadziło wielu fanów i okazało się sukcesem, na koncercie w dortmundzkiej Westfalenhallen wyprzedano wszystkie bilety. Jednocześnie zespół wydał kasetę VHS 3 Akkorde für ein Halleluja, która dokumentowała jego dotychczasową historię. W 1990 roku zostali zaproszeni do wzięcia udziału w New Music Seminar odbywającego się w Nowym Jorku, a w Kolonii wystąpili jako support przed koncertem The Rolling Stones. Latem 1990 roku wyjechali do Włoch, gdzie dla gazety Die Tageszeitung i radia SDR 3 komentowali mecze XIV Mistrzostw Świata w Piłce Nożnej. Specjalnie na tę okazję wydali cover Azzurro w wersji rockowej, ze specjalnym klipem wideo, który w satyryczny sposób ukazuje zachowanie się grupki niemieckich kibiców, podróżujących na mecze mistrzostw. Jeszcze w tym samym roku wydali album Auf dem Kreuzzug ins Glück, który w ciągu tygodnia sprzedał się w liczbie 150 tys. sztuk.
W 1991 roku ukazał się dwupłytowy album Learning English, Lesson One, który uważany jest za jeden z najlepszych albumów coverów piosenek anglojęzycznych. Album miał być ich hołdem wobec twórców oryginalnych wersji tych utworów. Nagrywanie każdego z coverów odbywało się przy obecności co najmniej jednego z autorów każdego utworu. Ta produkcja zapoczątkowała trwającą do dzisiaj współpracę z angielskim muzykiem T.V. Smithem, twórcą tekstów i byłym członkiem zespołu The Adverts. Wiosną 1992 roku zespół wyruszył w trwającą do jesieni trasę koncertową, grając koncerty pod hasłem Menschen, Tiere, Sensationen („Ludzie, zwierzęta, sensacje”). Podczas trasy odwiedzili Niemcy, Austrię, Szwajcarię, Danię, Anglię, Hiszpanię, Francję i po raz pierwszy Argentynę. Singiel, który ukazał się w Boże Narodzenie 1992 roku – Sascha … ein aufrechter Deutscher manifestował ich krytyczne poglądy wobec ekstremizmu prawicowemu. Dochodem uzyskanym ze sprzedaży DTH postanowiło wesprzeć „düsseldorfski apel przeciwko rasizmowi i nienawiści do obcokrajowców”. Wydawnictwo spotkało się z protestami ze strony Partii Republikanów, co jednak tylko zwiększyło jego popularność, dochody wyniosły pół miliona niemieckich marek.
W 1993 roku pojawił się album Kauf mich!, który zajął pierwsze miejsce na liście Album-Charts w Niemczech. Album porusza przede wszystkim tematykę konsumpcji, reklamy i prawicowego ekstremizmu. Latem tego samego roku wystąpili jako support dla irlandzkiego zespołu U2, który odwiedził Niemcy w trakcie trasy Zoo TV Tour. Wystąpili tam przed publicznością liczącą 50 tys. osób, co widać na videoclipie do piosenki „KAUF MICH!”. Jeszcze tego samego roku Die Toten Hosen wydali pierwszą w ich kolekcji płytę zawierającą ich dotychczasowe przeboje: Reich & sexy. Międzynarodowa wersja tego wydawnictwa ukazała się w 1994 roku, wraz z albumem Love, Peace & Money. W tym samym czasie na niemieckich listach przebojów znajdowały się równocześnie trzy albumy Die Toten Hosen.
Podczas trasy koncertowej w 1994 roku prawie zawsze zapełniali widownię do ostatniego miejsca, zarówno w kraju, jak i za granicą. W listopadzie wystąpili na czterech koncertach w USA i Kanadzie jako support przed grupą Green Day. Do kwietnia 1995 roku występowali także w audycji Tausend Takte Tanzmusik, nadawanej przez berlińską radiostację Fritz. Z końcem roku zespół założył własną firmę JKP, przejmując na siebie wydawanie i sprzedaż płyt.

### Lata 1996 do 2000: JKP – początki z własną wytwórnią płyt
Pierwszy album wydany przez własną wytwórnię ukazał się w 1996 i nazywał się Opium fürs Volk. DTH porusza w tym albumie tematykę wiary i religii. Album ten jest ich trzecim albumem w karierze, po albumie Kauf MICH! i Reich & sexy uhonorowanym nagrodą platynowej płyty wśród niemieckojęzycznej muzyki. Ich przebój Zehn kleine Jägermeister jest pierwszym spośród ich utworów, który zajął pierwsze miejsce na niemieckojęzycznej liście przebojów Single-Charts. Razem z Iggy Pop Die Toten Hosen wystąpili jako support przed koncertem Ramones na ich koncercie pożegnalnym na stadionie River-Plate w Buenos Aires przed 75-tysięczną publicznością. Jeszcze w tym samym roku DTH odbywa trasę koncertową po Niemczech, Austrii i Szwajcarii, której towarzyszy motto Ewig währt am längsten co w tłumaczeniu oznacza wieczność jest najlepszą polityką. Poza tym w 1996 roku DTH zaliczyli jeszcze występy na Gurtenfestival, Forestglade Festival, na Waldbühne Berlin, a także na Bizarre-Festival w Kolonii. W roli headlinerów na festiwalu Rock am Ring wystąpili po raz pierwszy w maju 1996. Również w tym roku ukazał się ich drugi album koncertowy – Im Auftrag des Herrn.
W latach 1982 do 1997 zespół Die Toten Hosen miał na koncie już ponad 1000 koncertów. Podczas ich jubileuszowego koncertu – 28 czerwca 1997 roku przed 60-tysięczną publicznością zgromadzoną na Rheinstadion w ich rodzinnym mieście Düsseldorfie, doszło do tragicznego wypadku, w którym (wskutek naciskania przez tłum na scenę) została śmiertelnie ranna szesnastoletnia fanka z Holandii. Zespół od razu przerwał koncert, jednakże z nakazu miejskiej straży pożarnej, DTH zmuszeni byli dokończyć swój koncert, by nie wywołać paniki w tłumie. W szoku po zaszłych zdarzeniach DTH odwołali wszystkie koncerty zaplanowane do końca tego roku, i przez prawie dwa lata nie wystąpili na żadnych stadionach.
W styczniu 1998 Die Toten Hosen wzięli udział w Vans Warped Tour. Trasa objęła festiwale w Nowej Zelandii, Australii, Japonii i w USA, gdzie jak dotąd nie byli jeszcze tak dobrze znani. W tym samym miesiącu pojawił się Ich nowy singiel Pushed Again, który poruszał taką tematykę jak bezprawie i represje polityczne. Utwór ten przedstawili DTH niemieckiej publiczności podczas nielegalnego koncertu, zorganizowanego w Ahaus, przeciwko transportom odpadów radioaktywnych. Strona B płyty, czyli Alles ist eins dedykowana jest szesnastoletniej dziewczynie, tragicznie zmarłej podczas tysięcznego koncertu w Düsseldorfie. W sierpniu Die Toten Hosen zagrali na festiwalach w Landsberg am Lech i na Rock am See w Konstancji. Następnie po raz kolejny wzięli udział w trasie Vans Warped Tour, odbywającej się tym razem na kontynencie europejskim, podczas której, obok pięciu koncertów w Niemczech, w programie były koncerty w Hiszpanii, Włoszech, na Węgrzech i na Słowacji.
Z końcem tego roku zespół jako „Die Roten Rosen” (Czerwone Róże) wydał album świąteczny Wir warten auf’s Christkind... parodiujący tradycyjne piosenki i kolędy świąteczne. W 1999 z powodu złego stanu zdrowia (kręgosłup) perkusista Wolfgang Rohde musiał zrezygnować z gry w zespole. Zastąpił go Vom Ritchie, który debiutował podczas koncertów świątecznych pod nazwą Little Drummer Boy. Ponownie pod nazwą „Die Toten Hosen” zespół wydał w 1999 album Unsterblich, z którego utwory koncentrują się przede wszystkim na przemijaniu ludzkiego życia. W tym samym roku, w ich wytwórni płytowej JKP, powstał soundtrack do filmu You Are Dead, a tytuł filmu zainspirował ich do napisania utworu o takiej samej nazwie.
Na początku nowego roku Die Toten Hosen ponownie odwiedzili Argentynę. Podczas koncertu odbywającego się 24 marca 2000 w „Museum” w Buenos Aires; kilka minut po rozpoczęciu koncertu, wskutek naporu tłumu fanów, doszło do zarwania się sceny. Na szczęście nikt nie został ranny, jednak występ musiał zostać przerwany, a następnie powtórzony nazajutrz. Oba te występy zostały udokumentowane na płycie DVD En misión del señor, która ukazała się w 2001 roku.
11 czerwca 2000 podczas występu na scenie Rock am Ring, Campino pośliznął się i doznał kontuzji więzadła. Był wprawdzie w stanie dokończyć koncert, jednakże kontuzja zmusiła go do odwołania zaplanowanych na tamto tournée ponad siedemdziesięciu koncertów.

### Lata 2001 do 2005: Od albumuAuswärtsspieldoFriss oder stirb

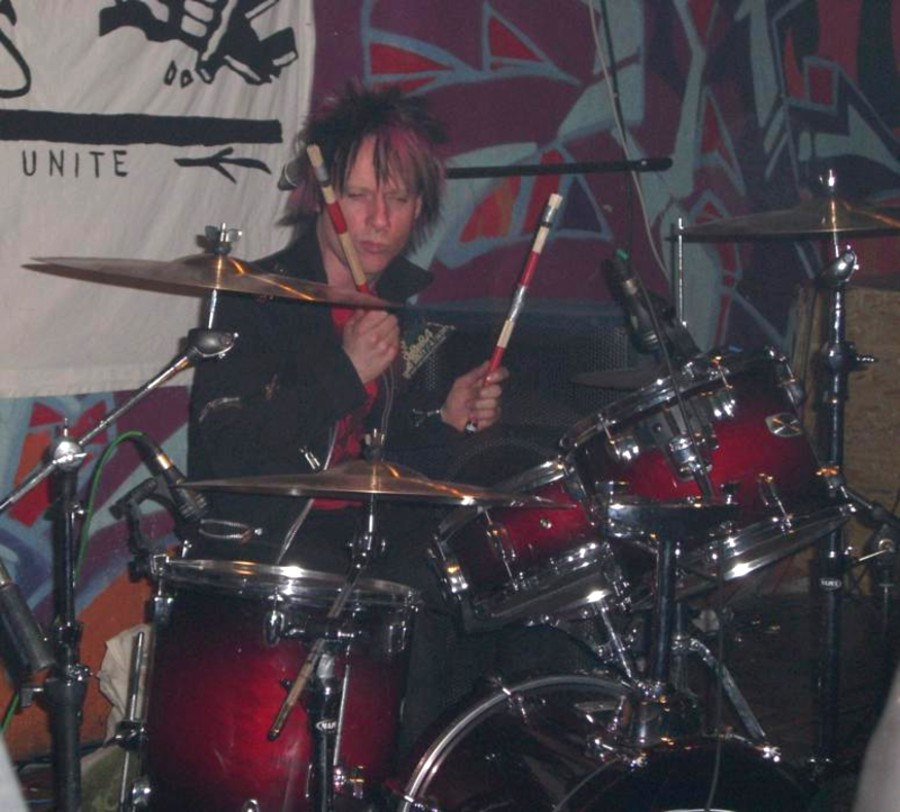
Vom Ritchie 2009

W 2001 roku Die Toten Hosen wystąpili jako „backgroundband” brytyjskiego zespołu T. V. Smith w albumie Useless zawierającym kompozycje Smitha powstałe od 1977 r. Później, po pobycie na Kubie, kilku koncertach w Polsce, w Czechach i na Węgrzech i po występie jako support przed AC/DC latem 2001 roku w Niemczech, wydali w następnym roku (2002) album Auswärtsspiel. Od lutego aż do grudnia 2002 roku Die Toten Hosen podróżowali po Niemczech, Austrii, i Szwajcarii i dali ponad siedemdziesiąt koncertów w po brzegi wypełnionych halach i stadionach. Wzięli dodatkowo udział w Himos Festival w Finlandii, w Przystanku Woodstock w Polsce, w Sziget-Festival w Budapeszcie i w dwóch koncertach w Buenos Aires. Według statystyk zespołu z końcem 2002 roku na ich koncertach było ponad pół miliona osób.
W międzyczasie została wydana ich druga płyta – składanka typu the best of, zawierająca największe przeboje: Reich & sexy II: Die fetten Jahre. W 2003 roku zespół zrobił sobie przerwę na wypoczynek, w międzyczasie dając jesienią kilka koncertów w Argentynie, a w lutym 2004 roku powrócili z nowym albumem Friss oder stirb. Wkrótce opublikowali swój występ na Rock am Ring w formie płyty DVD i w październiku wraz z wydaniem nowego albumu Zurück zum Glück świętowali swój szósty raz, gdy ich album znalazł się na pierwszym miejscu wśród niemieckojęzycznych Album-Charts. MTV wyświetliło w tym samym roku 16-częściowy program Friss oder stirb, pokazujący Die Toten Hosen w życiu prywatnym wśród rodziny i przyjaciół, wydany w lipcu 2005 na potrójnym DVD. Podczas ich tournée pod tą samą nazwą znowu wszystkie bilety zostały wyprzedane.
Podczas Rock am Ring w 2005 roku Die Toten Hosen nie było w harmonogramie, jednak DTH pojawili się spontanicznie robiąc fanom wielką niespodziankę. Organizator Marek Lieberberg wręczył im jako pierwszej grupie w historii festiwalu „Klucz do Rock am Ring”, który uprawniał ich do przyjeżdżania w przyszłości, kiedy tylko zechcą na festiwal bez żadnych wcześniejszych ustaleń. 2 lipca 2005 wystąpili na festiwalu Live 8 w Berlinie.
We wrześniu 2005 Die Toten Hosen wystąpili wraz z gościnnie biorącymi udział muzykami Esther Kim i Raphael Zweifel w wiedeńskim Burgtheater, dając koncert z serii MTV Unplugged. Nagrana w grudniu w 2005 roku kolejna w dyskografii grupy płyta Nur zu Besuch: Unplugged im Wiener Burgtheater została także wydana jako film. 10 września 2005 Die Toten Hosen zagrali ostatni koncert z trasy Friss oder Stirb na zapełnionej po brzegi LTU arenie w Düsseldorfie i nagranie z tego koncertu opublikowali pod nazwą Heimspiel oznaczającą grę w domu (u siebie) na DVD. Pod koniec roku jeździli w trasę razem z Gerhardem Poltem oraz  Biermösl Blosn po różnych teatrach i domach operowych, grając pod reżyserią Hannsa Christiana Müllera w programie kabaretowym Abvent.

### Lata 2006–2011:album In aller Stille, jak i trasy koncertoweMachmalauteriSchall und Rauch

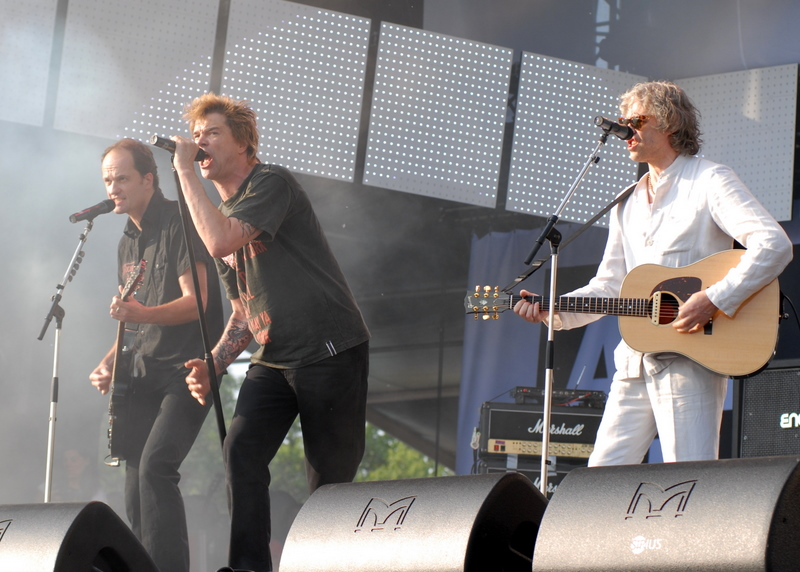
Michael Breitkopf, Campino, Bob Geldof, Rostock, 7 czerwca 2007

Rok 2006 był rokiem w którym DTH nie robiło prób i nie było żadnych koncertów. Campino wystąpił w tym czasie na berlińskim Admiralpalast w inscenizacji sztuki Bertolda Brechta Opera za trzy grosze w reżyserii Klausa Marii Brandauera w roli Macheatha. Z kolei Vom Ritchie występował w tym czasie ze Spittin’ Vicars i T. V. Smithem w trasach.
Razem z Herbertem Grönemeyerem, Fantastischen Vier, Bono, Bobem Geldofem i innymi Die Toten Hosen wzięli udział w koncercie Open-Air Deine Stimme gegen Armut („Twój głos przeciwko biedocie”). Koncert ten należy do koncertów z serii Music & Messages organizowanych w ramach protestu przeciwko szczytom G8, i odbył się 7 czerwca 2007 przed 80-tysięczną publicznością zgromadzoną w Rostocku.

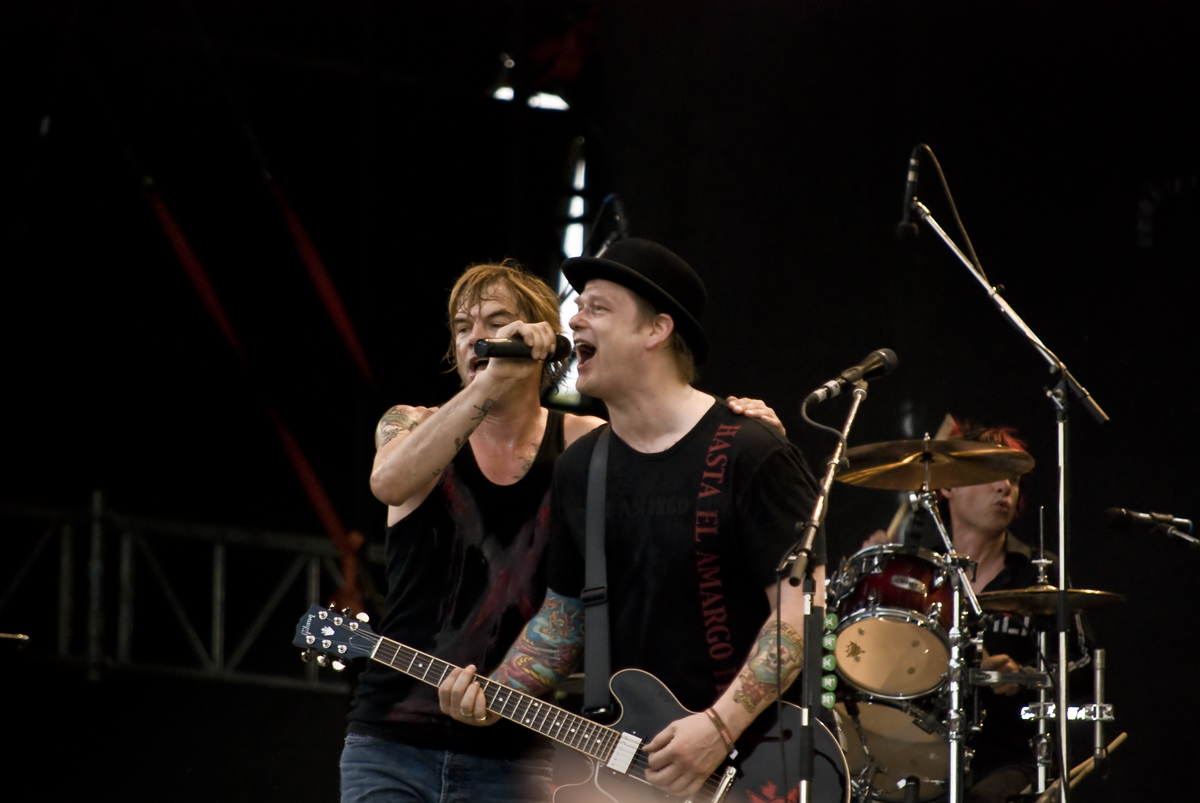
Sziget Festival 2009

Koncerty: 27 maja w Hamburgu, 28 maja w Berlinie, jak i występy na początku czerwca na Rock am Ring i Rock im Park; objęły trasę koncertową żartobliwie nazwaną Hals + Beinbruch Tour '08 (Tournée Złamanie szyi i nogi), gdyż Campino na początku maja złamał sobie nogę. Nowy album studyjny In aller Stille ukazał się na rynku 14 listopada 2008 roku, poprzedzony wydaniem w październiku singla „Strom”. Koncerty trasy Machmalauter, odbywającej się od listopada 2008 do Bożego Narodzenia 2009 wyprzedały się do ostatniego miejsca. Prawie w każdym z miejsc tej trasy gościnnie brali w koncertach udział Esther Kim i Raphael Zweifel.

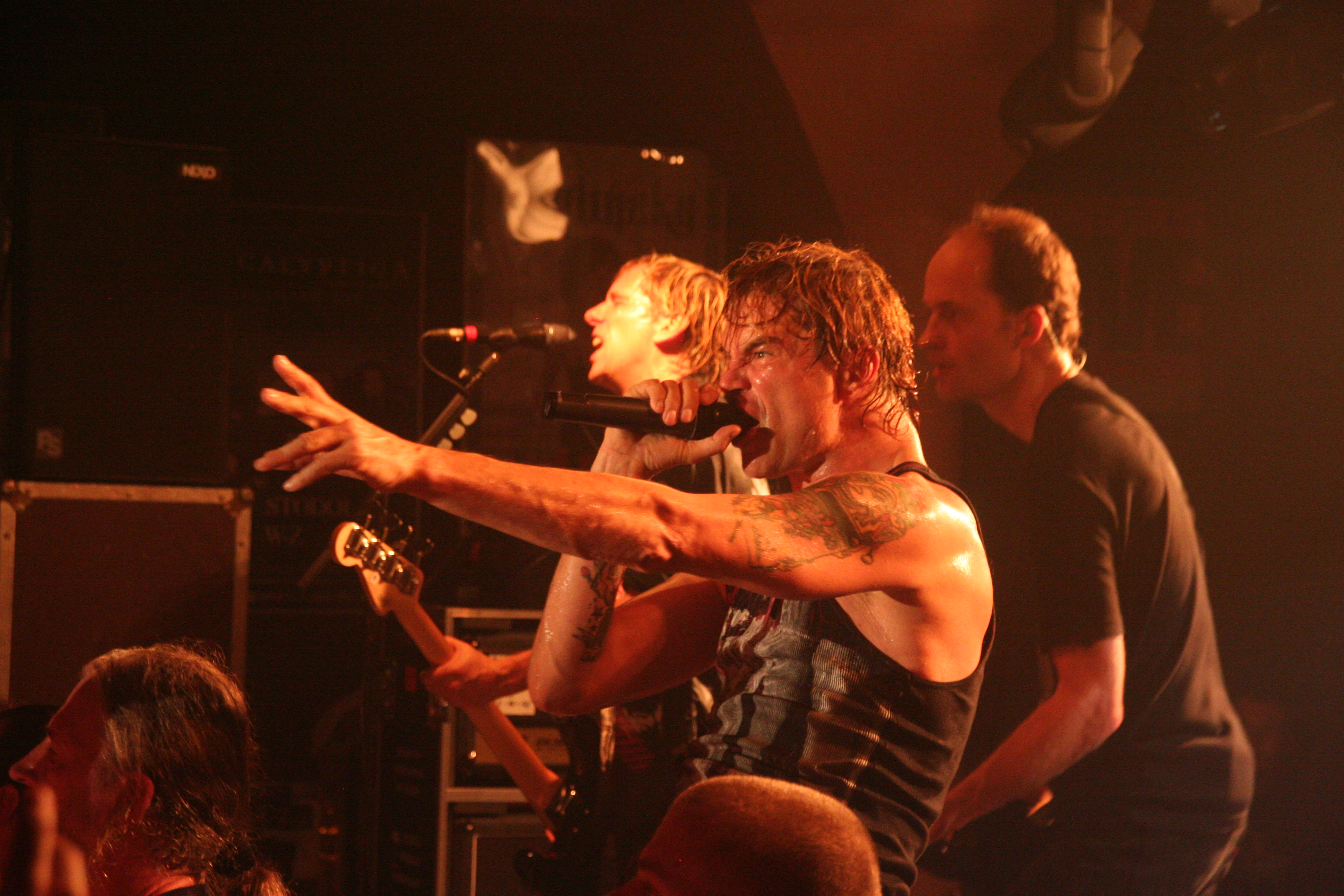
Koncert Die Toten Hosen we Wrocławiu w 2010 roku

W kwietniu 2009 Die Toten Hosen wydał (specjalnie z myślą o fanach z Argentyny) swój najnowszy album – La hermandad – En el principio fue el ruido, zawierającego obok większości utworów z albumów In aller Stille i Zurück zum Glück trzy całkiem nowe kompozycje. Die Toten Hosen odwiedzili po raz dziewiąty Amerykę Południową, koncertując po raz kolejny między innymi w Buenos Aires. 2 Maja 2009, po raz pierwszy w historii ich zespołu, wystąpili w Moskwie. W listopadzie Die Toten Hosen wyjechali ponownie do Ameryki Łacińskiej, koncertując między innymi w Patagonii, Gwatemali, Panamie, Nikaragui i w Meksyku. Cała ich trasa jest udokumentowana na Live-Albumie Machmalauter Live, który w listopadzie 2009 ukazał się jako dwupłytowy album. Dodatkowo wydane zostały płyty z koncertem na berlińskiej Waldbühne i z koncertem w klubie SO36 w Berlinie jako DVD.
Pod nazwą Schall und Rauch odbył Die Toten Hosen we wrześniu i październiku 2010 trasę po Azji Środkowej. Dwa koncerty odbyły się w Kazachstanie: w Astanie i w Ałmaty a później koncertując w Taszkencie, Samarkandzie, Duszanbe, Stambule, Ammanie i Tel Avivie. Na uwieńczenie swojej trasy zagrali pięć koncertów w Polsce występując kolejno: 5 października w poznańskim klubie Eskulap, 6 października w gdańskim klubie „Parlament”, 8 października w warszawskiej Stodole, 9 października w krakowskim Kwadracie, i 10 października we wrocławskim WZ Na koniec 2011 roku ukazała się kompilacja All die ganzen Jahre.

## Dyskografia

### Albumy studyjne
- 1983 Opel-Gang
- 1984 Unter falscher Flagge
- 1986 Damenwahl
- 1987 Never Mind the Hosen, Here’s Die Roten Rosen
- 1988 Ein kleines bisschen Horrorschau
- 1990 Auf dem Kreuzzug ins Glück
- 1991 Learning English, Lesson One
- 1993 Kauf mich!
- 1994 Love, Peace & Money
- 1996 Opium fürs Volk
- 1998 Wir warten auf’s Christkind... (Die Roten Rosen)
- 1999 Crash-Landing
- 1999 Unsterblich
- 2002 Auswärtsspiel
- 2004 Zurück zum Glück
- 2008 In Aller Stille
- 2012 Ballast der Republik(inne języki)
- 2017 Laune der Natur(inne języki)

### Minialbumy
- 1985 The Battle of the Bands
- 1991 The Nightmare Continues E.P.
- 1994 Put Your Money Where Your Mouth Is
- 1998 Soul Therapy

### Albumy kompilacyjne
- 1993 Reich & sexy
- 1995 Musik war ihr Hobby
- 2001 Mehr davon! Die Single-Box 1995–2000
- 2002 Reich & sexy II: Die fetten Jahre
- 2005 Mehr davon! Die Single-Box
- 2011 All die Ganzen Jahre: Ihre besten Lieder(inne języki)
- 2017 Learning English Lesson 2

### Albumy koncertowe
- 1987 Bis zum bitteren Ende – Die Toten Hosen Live!
- 1996 Im Auftrag des Herrn
- 2005 Nur zu Besuch: Unplugged im Wiener Burgtheater
- 2009 Machmalauter Live(inne języki)
- 2013 Der Krach der Republik(inne języki)
- 2015 Entartete Musik – Willkommen in Deutschland(inne języki)
- 2017 Das Laune der Natour-Finale(inne języki)
- 2019 Alles ohne Strom(inne języki)

### Single
- 1982
  - „Wir sind bereit”
  - „Reisefieber”
- 1983
  - „Eisgekühlter Bommerlunder(inne języki)/Opelgang”
  - „Hip Hop Bommi Bop”
  - „Schöne Bescherung”
- 1984
  - „Kriminaltango mit Kurt Raab”
  - „Liebesspieler(inne języki)”
  - „Liebesspieler/Die John Peel Session”
- 1985
  - „Faust in der Tasche”
  - „The Battle of the Bands” (EP)
- 1986
  - „Das Altbierlied”
- 1987
  - „Im Wagen vor mir”
  - „Alle Mädchen wollen küssen”
- 1988
  - „Hier kommt Alex(inne języki)”
- 1989
  - „1000 gute Gründe”
- 1990
  - „Alles wird gut”
  - „Azzurro(inne języki)”
  - „All die ganzen Jahre(inne języki)”
- 1991
  - „Carnival In Rio (Punk Was)”
  - „Baby Baby”
  - „The Nightmare Continues”
- 1992
  - „Whole Wide World”
  - „If The Kids Are United”
  - „Sascha...”
  - „Mehr davon”
- 1993
  - „Wünsch DIR was”
  - „Alles aus Liebe(inne języki)”
- 1994
  - „Kauf MICH!”
  - „The Return of Alex”
  - „Put your money where your mouth is...” (EP)
  - „Sexual”
- 1995
  - „Nichts bleibt für die Ewigkeit”
  - „Tout pour sauver l’amour”
- 1996
  - „Paradies”
  - „Bonnie & Clyde”
  - „Zehn kleine Jägermeister”
- 1997
  - „Alles aus Liebe – Live”
- 1998
  - „Pushed Again”
  - „Soul Therapy”
  - „Weihnachtsmann vom Dach”
- 1999
  - „Auld lang Syne”
  - „You’re Dead”
  - „Schön sein”
- 2000
  - „Unsterblich”
  - „Bayern”
  - „Warum werde ich nicht satt?”
- 2001
  - „Was zählt”
- 2002
  - „Kein Alkohol (ist auch keine Lösung)!(inne języki)”
  - „Steh auf, wenn du am Boden bist(inne języki)”
  - „Nur zu Besuch”
  - „Frauen dieser Welt”
- 2004
  - „Friss oder Stirb”
  - „Ich bin die Sehnsucht in Dir”
  - „Walkampf”
- 2005
  - „Alles Wird Vorübergehen”
  - „Freunde”
  - „Hier kommt Alex” (unplugged)
- 2006
  - „Guns of Brixton” (unplugged)
- 2008
  - „Strom”
  - „Du lässt Dich geh’n”
- 2009
  - „Alles was war”
  - „Auflösen”
  - „Ertrinken”
  - „Pushed Again Live”
  - „Der letzte Kuss (Live)”
- 2010
  - „Zamrożona Wyborowa”
- 2012
  - „Tage wie diese”
  - „Altes Fieber”
  - „Dias como estos”
- 2013
  - „Draußen vor der Tür”
  - „Das ist der Moment”
- 2017
  - „Unter den Wolken”
  - „Wannsee”